# São Francisco Pernambucano

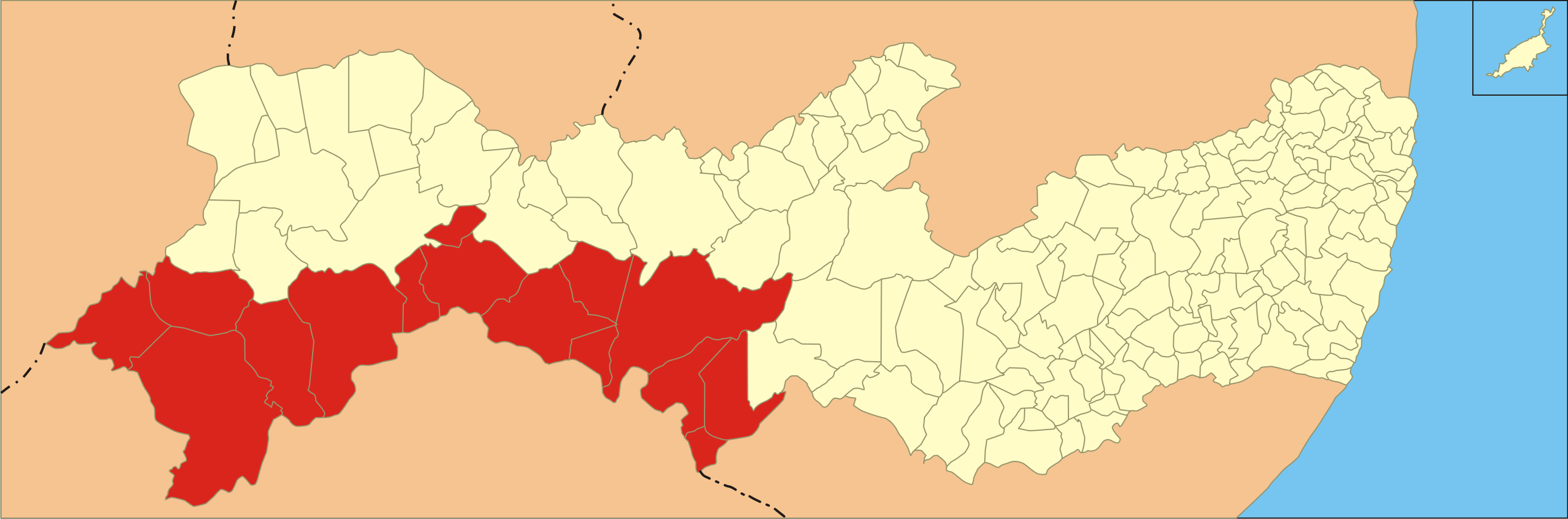
Localisation de la mésorégions Sao Francisco dans l'État du Pernambouc

Le São Francisco Pernambucano est l'une des cinq mésorégions de l'État du Pernambouc. Elle regroupe 15 municipalités groupées en deux microrégions.

## Données
La région comptait 540 150 habitants en 2007.

## Microrégions
La mésorégion du São Francisco Pernambucano est subdivisée en deux microrégions:
- Itaparica
- Petrolina